# Веккеверк

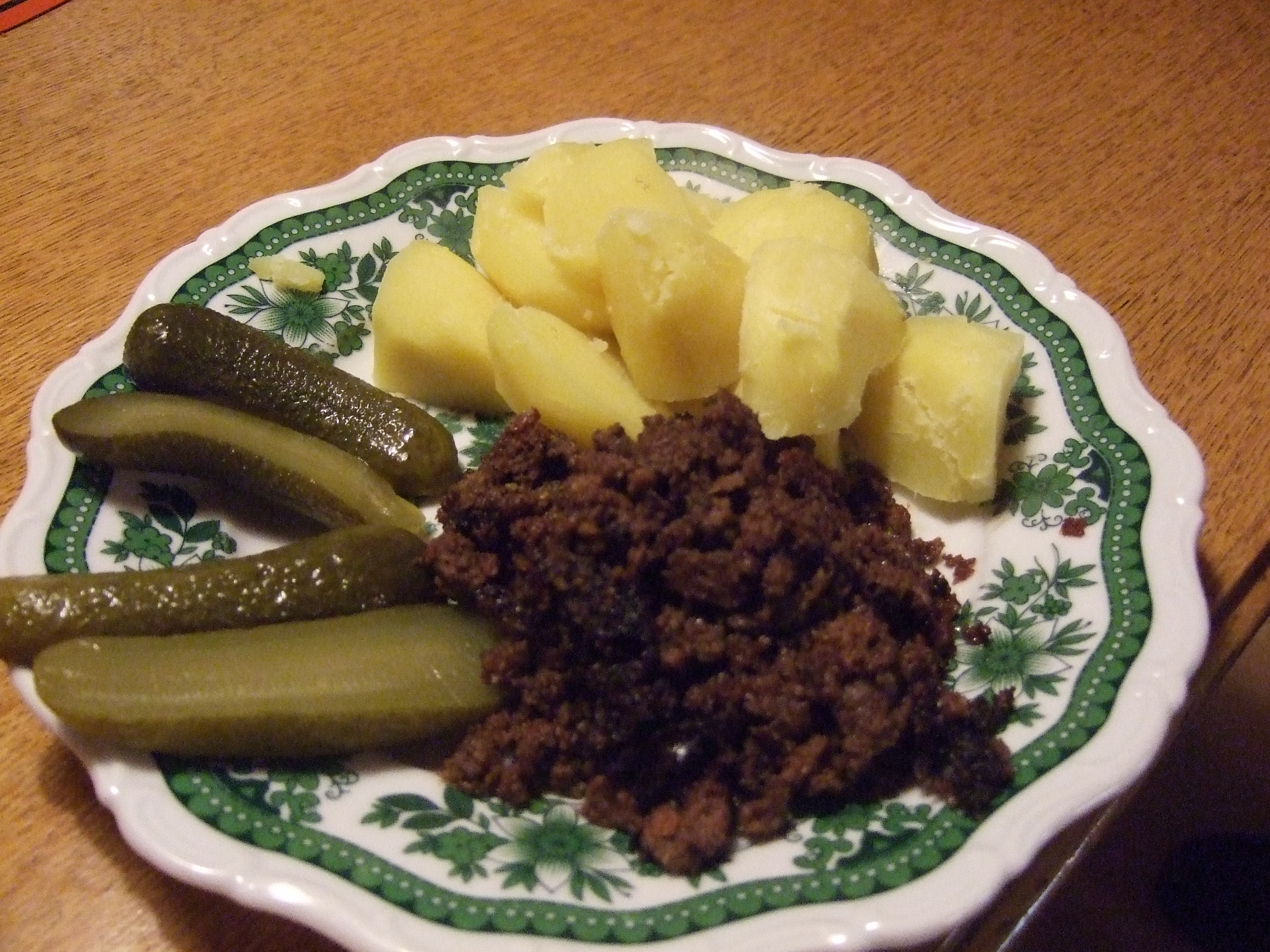
Веккеверк с картофелем и маринованными огурцами

Ве́ккеверк (нем. Weckewerk — «булочное изделие») — немецкий колбасный специалитет родом из Северного Гессена, где некогда существовало ландграфство Гессен-Кассель. Наряду с але вурстом, лебервурстом веккеверк готовят после забоя свиней с целью утилизации мясных остатков. Веккеверк был известен ещё братьям Гримм. Аналогичный продукт в Вестфалии называется штиппгрютце.
Веккеверк существует в самых разных рецептах, в базовом рецепте его готовят из отваренной и измельчённой свиной шкурки и свиного фарша на бульоне, оставшемся после варки мяса или свежих колбас, иногда с добавлением свиной крови или субпродуктов. Фарш загущают чёрствыми белыми булочками, называемыми в Гессене «векке» и давшими имя блюду, и приправляют репчатым луком, солью, чёрным перцем, майораном, иногда тмином. Для длительного хранения веккеверк формуют в натуральную колбасную оболочку или консервируют в стекле. Готовый веккеверк продаётся во многих мясных лавках на севере Гессена, в самых разных вариантах он имеется в продаже на кассельском крытом рынке. Веккеверк потребляют в холодном виде или разжаривают на сковороде и обычно подают с картофелем в мундире и маринованными огурцами или свёклой, квашеной капустой или зелёным салатом на гарнир.